# (8867) Tubbiolo
(8867) Tubbiolo (1992 BF4) – planetoida z pasa głównego asteroid okrążająca Słońce w ciągu 4,86 lat w średniej odległości 2,87 au. Odkryta 29 stycznia 1992 roku.